# 艾萨克·卢梭

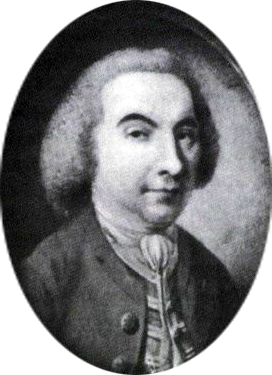

艾萨克·卢梭（法語：Isaac Rousseau，1672年12月28日—1747年5月9日）是一位瑞士日内瓦钟表匠，让-雅克·卢梭的父亲。

## 生平
艾萨克·卢梭的母亲是苏珊·卡地亚（1645-1705），父亲是钟表匠大卫·卢梭（1641-1738），祖父是钟表匠让·卢梭（1606-1684），祖母是利迪·穆萨德（1613-1678）。 他有十一个兄弟姐妹；他的姐妹之一，克莱蒙德·卢梭（1674- 1747）嫁给了安托万·法致（1681-1731），后者的父亲丹尼尔·法致，是一位来自法国圣韦朗的雨格诺派难民，定居在日内瓦，并在那里建立了欧洲第一家印度棉纺厂。
他与另一位钟表匠雅克·伯納德的女儿苏珊娜·伯納德（1673 - 1712）结婚。他们有两个儿子，弗朗索瓦·卢梭和作家和哲学家让-雅克·卢梭。苏珊娜在让-雅克诞生后仅9天就死了。尽管艾萨克是一个受过教育的男人，一个爱国者，似乎一直非常依恋他的儿子，但直到他十岁时才亲自教育他。此后不久，在1722年，他因为争吵而几乎入狱，他从日内瓦流亡，将他的儿子交给舅舅加伯列尔·伯纳德照顾。艾萨克定居在日内瓦东北部的尼翁，并且再婚。
后来，他定居在奥斯曼帝国，负责调整托普卡帕宫的钟摆。这是一个重要的角色，因为这些钟表确定了伊斯兰教祈祷的精确时间。自16世纪弗朗索瓦一世时期以来，瑞士钟表匠通过法国人与奥斯曼帝国进行贸易，在加拉塔区形成一个西方社区。
18世纪20年代，艾萨克·卢梭再一次丧偶，但他的长子弗朗索瓦·卢梭从日内瓦离开时，他似乎并没有过分担心。根据《忏悔录》，此后艾萨克和让-雅克只见面了四次（1730年7月，1732年7月，1737年7月和1737年9月），但是让-雅克坚持说他被抚养得比王子还要好。